# Lex Ogulnia

La lex Ogulnia est une loi romaine adoptée en 300 av. J.-C. qui a ouvert les différents sacerdoces aux plébéiens. 
Elle fut une étape importante dans la longue lutte entre les plébéiens (plebs) et les patriciens (patricii) et vit l'abolition d'un des derniers privilèges des patriciens. Elle constitue une étape majeure dans l'élaboration des institutions patricio-plébéiennes de la République romaine.
La loi a été portée par les frères Quintus et Cnaeus Ogulnius, tous deux tribuns de la plèbe. Cette loi augmenta également le nombre du collège des pontifes de cinq membres à neuf, et conduisit à la nomination de quatre plébéiens au collège des pontifes : Publius Decius Mus , Publius Sempronius Sophus, Caius Marcius Rutilus`, Marcus Livius Denter.
La loi imposa en outre que cinq des augures soient plébéiens. Cette mesure accordait enfin à des plébéiens le droit d'interpréter les signes favorables ou défavorables des dieux, privilège jusqu'ici monopolisé par les patriciens.
Ces dispositions conduisent à la nomination de Tiberius Coruncanius comme le premier pontifex maximus plébéien, en 254 av. J.-C.. Selon Dylan Potage, elles induisent la dépolitisation des cultes, précédemment marqués par des cultes spécifiques de la plèbe comme celui de Flore, qui gagnent en importance et sont explicitement célébrés au nom de la communauté romaine, populo plebique selon l'expression de Cicéron.